# Crkva sv. Spasa na vrelu Cetine
Crkva sv. Spasa – ruševine starohrvatske crkve građene u 9. stoljeću. Nalazi se u selu Cetina, na izvoru istoimene rijeke, 8 km od Vrlike (tada poznata kao Vrh Rike), u Zagori, Šibensko-kninska županija. Selo je dobilo ime po rijeci Cetini i starohrvatskoj župi Cetini koju u 10. stoljeću prvi put spominje bizantski car Konstantin VII. Porfirogenet u svom djelu De administrando imperio. To je jedan od najbolje očuvanih spomenika ranosrednjovjekovnog sakralnog graditeljstva u Hrvatskoj,:str 35. i jedina crkva iz 9. st. čiji toranj na zapadnom portalu (vestverk – predbrod) još uvijek stoji.

## Povijest
Ova starohrvatska crkva je izgrađena u zadnjoj četvrtini 9. st. za vrijeme vladavine Branimira, hrvatskog kneza Primorske Hrvatske. Crkvu je podigao "cetinski župan Gastika (Gostiha)" u sjećanje na svoju majku i svoje sinove kako je zabilježeno na pronađenim ulomcima oltarne ograde:str 40. Svojim načinom gradnje gotovo je istovjetna sa starohrvatskim crkvama iz nedaleke Biskupije kod Knina od kojega je udaljena oko 25 km. U prilog tomu, tijekom iskapanja pronađeno je nekoliko arhitektonskih fragmenata i dijelova kamenog namještaja ukrašenih pleterom. Najvažniji od njih je arhitrav s posvetnim natpisom iz kojeg se saznaje da je posvećena Kristu i po naređenju župana Gastike, Nemirinog sina. Oko crkve je također pronađeno oko 1162 starohrvatska groba s bogatim arheološkim nalazima:str 43. Nekoliko grobova je pronađeno u samoj crkvi, od kojih je većina (više od 800) izvorno imalo nadgrobnu stelu. Prema obliku crkve s westwerkom i tri apside i pronađenim arheološkim nalazima, utvrđeno je kako je na ovu kulturu snažno utjecala Franačka država. Najvrjedniji nalaz je pozlaćena karolinška kadionica franačkih misionara koji su pokrštavali Hrvate krajem u 8. i 9. st.
Prvi pisani spomen crkve sv. Spasa u srednjem vijeku nalazi se u zaključcima Splitskog crkvenog sabora iz 1185. godine, kada se velika Splitska nadbiskupija reorganizirala u nove biskupije u Kninu, Senju, Krbavi i Tomislavgradu. Tijekom 13. i 14. st. crkva je proširena, trijumfalni luk i središnja apsida su srušeni i pregrađeni u kvadratičnu, no graditelji su na sjevernom stupu (pilastru) trijumfalnog luka, iz štovanja, ostavili ulomak kamene grede s pleterom.
U ranom 15. st. Hrvoje Vukčić Hrvatinić, hrvatski ban, bosanski vojvoda i splitski Herceg, je ojačao utvrdu Prozor iznad Vrlike i većina stanovništva se preselilo iz okolice crkve (Vrh Rika) u Vrliku gdje su uživali zaštitu utvrde. Nakon prodora Turaka 1492. god., crkva je znatno oštećena, a stanovništvo je trajno ostalo u Vrlici. Tijekom 17. st u područje oko crkve doselilo se stanovništvo iz Bosne (Muslimani, Srbi i Hrvati grko-katolici), većinom pravoslavci čiji su grobovi danas pomiješani sa starohrvatskim.
Arheološka istraživanja na ovom lokalitetu prvi je poduzeo fra Lujo Marun, i pritom zamalo stradao od lokalnog pravoslavnog stanovništva. Potom ju je istraživao hrvatski povjesničar i arheolog Stjepan Gunjača (1909. – 1981.) koji je u crkvi pronašao nekoliko ulomaka dekoriranih pleterom, među kojima je najvažniji arhitrav oltarne pregrade iz 9. st. s natpisom koji spominje donatorstvo kninskog župana Gastike i posvetu Kristu Spasitelju.

## Mišljenje Srpske pravoslavne Crkve
Prema Srpskoj pravoslavnoj Crkvi crkvu je nakon Kosovske bitke 1389. godine dao sagraditi bosanski ban Tvrtko. Kao daljnji argument navodi se orijentacija crkve i okolnih grobova prema istoku. Tvrdnja je utemeljena na povijesnom pregledu i političkom pamfletu Veljka Đ. Mišine "Sveti Spas u Cetini" objavljenoj 1994. godine koja također sadrži idejni prijedlog obnove crkve kojom bi se građevini obnovila kupola i slični pseudobizantski elementi. Prema povjesničaru umjetnosti Tomislavu Marasoviću, knjiga tvrdnju donosi "neznanstvenim pristupom",  a povjesničar umjetnosti Ivo Petricioli na tvrdnju o navodnom nekadašnjem postojanju ranobizantske kupole koja je vremenom urušena postavlja raspored kontrafora pojačan pri sredini koji ne odgovara zadaći podupiranja kupole, nego stilski i tipološki odgovara drugim karolinškim građevinama sagrađenima u to doba.

## Odlike
Ova crkva je izgrađena od velikih komada kamena lomljenca i ističe se svojom originalnom arhitekturom. Ona je jednobrodna longitudinalna crkva s troapsidalnim ili trolisnim svetištem. Naknadno je središnja apsida srušena i zamijenjena većom, kvadratnom. Crkvom dominira snažan zvonik na mjestu ulaza (westwerk), a zidove joj podupiru polukružni potporni polustupovi koji joj daju dojam utvrde.
Nastanak i svrha karolinškog Westwerka (predbroda) nije potpuno jasna. Po jednom tumačenju predbrod je privatni prostor vladara (donatora ili nekog drugog velikodostojnika) unutar crkve (ili samostana), s kraljevom kriptom u prizemlju i kapelicom na katu, koji simbolizira stapanje feudalne države i crkve u kojoj se liturgijske funkcije prožimaju s funkcijama nove feudalne upravne vlasti (kakve u bizantskoj Dalmaciji nema). Obzirom na donatora, cetinskog župana Gastihu, očito je da su ambicije prilikom izgradnje bile usmjerene na dostizanje uzora karolinške dvorske arhitekture.

## Poveznice
- Starohrvatska arhitektura
- Vrlika
- Predromanika
- Crkvena arhitektura u Hrvatskoj

## Vanjske poveznice
- https://web.archive.org/web/20130826192259/http://civljane.hr/podstranice/crkva.html
- https://web.archive.org/web/20130424004337/http://vrlika.hr/podstranice/zupni_ured.html